# Радужный (Кемеровская область)
Радужный — упразднённый посёлок в Беловском районе Кемеровской области России. На момент упразднения входил в состав Новобачатского сельского поселения. Исключён из учётных данных в 2000 году. Фактически включен в состав посёлка Новый Городок.

## География
Посёлок располагался у юго-западной окраины посёлка Новый Городок, отделен от него региональной трассой 32Н3 «Новый Городок — Старобачаты».

## История
Законом Кемеровской области от 25 октября 2000 года № 708 посёлок исключен из учётных данных.

## Население
| 1989 |
| ---- |
| 472  |